# Baldassarre Bonifacio
Baldassarre Bonifacio (Crema, 5 gennaio 1585 – Capodistria, 17 novembre 1659) è stato uno scrittore, poeta e vescovo cattolico italiano.

## Biografia
Baldassarre Bonifacio nacque a Crema da Bonifacio, esperto di diritto rodigino che vi ricopriva la carica di assessore, e da Paola Corniani, che pure proveniva da una famiglia di giuristi. Suo zio era il letterato veneziano Giovanni Bonifacio.
Suo padre si prese particolarmente cura della sua educazione. Ad appena tredici anni, fu inviato a studiare presso l'Università di Padova, dove, all'età di 18 anni, gli fu conferito un dottorato in legge.
Poco dopo, fu nominato lettore di istituzioni di Giustiniano al collegio di Rovigo. Era ancora molto giovane quando fu inviato in Germania come segretario del vescovo di Adria e Rovigo, conte Girolamo di Porcia, nunzio apostolico in Germania: in Germania presentò all'imperatore Mattia un Breve del Papa e negoziò con lui affari di grande importanza.
Dopo il suo ritorno in Italia ottenne diverse dignità ecclesiastiche nella Repubblica di Venezia, tra cui l'Arcipretura del Capitolo Cattedrale di Rovigo. Il 3 ottobre 1619 fu nominato professore di latino e greco all'università di Padova, ma rifiutò la posizione, preferendo dedicarsi ai suoi studi piuttosto che all'insegnamento.
Bonifacio sostenne, in termini cortesi, una disputa con la letterata ebrea veneziana Sara Copio, della cui accademia egli era uno dei più illustri frequentatori. Alla Copio indirizzò il libretto Dell'immortalità dell'anima (1621), nel quale la accusava di negare l'immortalità dell'anima. La Copio rispose con il Manifesto di Sarra Copia Silam Hebrea. Nel quale è da lei riprovata, e detestata l'opinione negante l'immortalità dell'Anima, falsamente attribuitale dal Sig. Baldassare Bonifaccio, con cui respinse l'accusa attraverso un'efficace argomentazione teologica e filosofica. Il Bonifacio replicò con una Risposta al manifesto della Signora Sarra Copia (Venezia 1621).
Durante un viaggio a Roma nel 1623, papa Urbano VIII, grande mecenate dei letterati, conosciuta la sua capacità e il suo merito, lo nominò vescovo di Sitia e Hierapetra nell'isola di Candia; ma a causa della sua salute cagionevole, Bonifacio declinò l'offerta; il Pontefice gli conferì in cambio l'arcidiaconato di Treviso.
Nel 1627 Bonifacio pubblicò a Venezia il breve compendio storico De Romanae historiae scriptoribus. Il testo, dedicato al senatore veneziano Domenico Molin (1572-1635), analizza e descrive l'opera di quaranta storici antichi che si sono occupati di storia romana («Quadraginta rei Romanae scriptorum elenchum, iussu tuo, domine, confeci»). Ogni autore, a partire da Polibio, è accompagnato da una scheda che ne riassume i dati biografici, notizie sulle opere e sui giudizi ricevuti da storici successivi. Più che un condensato di letteratura latina, il libro si presenta come un compendio delle rassegne più aggiornate sulla storia romana. È sempre Bonifacio a dichiararlo, in un secondo messaggio d'introduzione, nel quale esplicita la dipendenza del suo scritto da alcuni fra i più importanti studiosi moderni: Jean Bodin, Giusto Lipsio, Carlo Sigonio e Gerhard Johannes Voss. Il riferimento a quest'ultimo, allora docente all'Università di Leida, è particolarmente rilevante. Voss stava concludendo proprio in quei mesi (fra il 1626 e il 1627) la stesura di un vasto repertorio di storici latini, con il contributo largo e sistematico di Molin e dei suoi collaboratori, che gli fornivano, attraverso un fitto carteggio, numerose informazioni riguardanti autori medievali e umanistici attivi nella Repubblica di Venezia. Fra questi collaboratori, oltre a Felice Osio e Lorenzo Pignoria, compariva naturalmente anche Baldassarre Bonifacio, che infatti è citato da Voss in compagnia di Domenico Molin nel paragrafo dedicato all'umanista rodigino Ludovico Ricchieri, detto Celio (1469-1525). Ringraziando il collega veneto, il professore di Leida ne loda gli studi sugli storici romani e si rammarica di non essere riuscito a utilizzarne il breve trattato, che non era ancora stato pubblicato.
Bonifacio fu molto attivo nella vita culturale veneta del primo Seicento. Le funzioni assegnategli non gli impedirono di contribuire alla costruzione di una nuova Accademia per la nobiltà veneziana istituita a Padova, con un decreto del Senato di Venezia dell'anno 1636. L'Accademia fu aperta l'anno seguente e Bonifacio ne fu il primo rettore.
Il 24 novembre 1653 fu nominato vescovo di Capodistria. Ricevette la consacrazione episcopale il 30 novembre per l'imposizione delle mani del cardinale Marcantonio Bragadin. Morì nel 1659, all'età di 75 anni.
Bonifacio scrisse molto sia in versi che in prosa. È noto soprattutto per il "De archivis liber singularis", pubblicato a Venezia nel 1632, che rappresenta una vera e propria pietra miliare della storia archivistica moderna.

## Opere

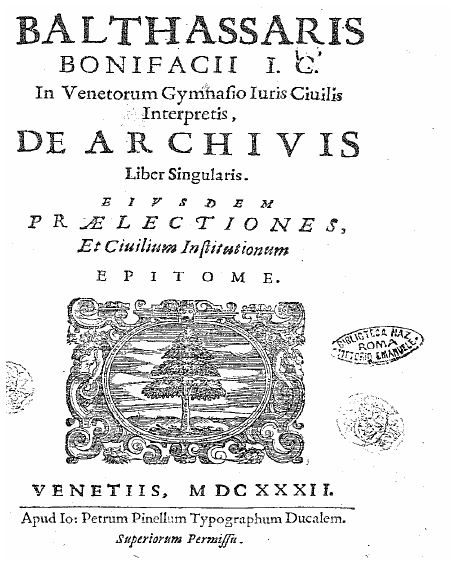
Frontespizio del De Archivis di Baldassarre Bonifacio, 1632

- Baldassarre Bonifacio, Castore e Polluce. Rime di Baldassarre Bonifaccio, e di Gio. Maria Vanti, Venezia, appresso Francesco Prati, 1618.
- (LA) Baldassarre Bonifacio, Stichidion libri XVIII, Venetiis, apud Pratum, 1619.
- (LA) Baldassarre Bonifacio, Musarum pars prima, Venezia, apud Ioannem Iacobum Hertium, 1646.
- Baldassarre Bonifacio, Dell'immortalità dell'anima, Venezia, appresso Antonio Pinelli, 1621.
- Baldassarre Bonifacio, Risposta al manifesto della Signora Sarra Copia, Venezia, appresso Antonio Pinelli, 1621.
- Baldassarre Bonifacio, Amata: tragedia di Baldassare Bonifaccio, Venezia, appresso Antonio Pinelli, 1622. L'opera è considerata da Crescimbeni una tra le migliori tragedie del tempo.
- Lettere poetiche per difesa e dichiarazione della sua tragedia, Venezia, 1622 in 4°.
- (LA) Baldassarre Bonifacio, Caroli Sigonii Iudicium de historicis, qui res romanas scripserunt, ab Vrbe condita ad Caroli Magni imperatoris tempora. Accesserunt de eisdem scriptoribus Excerpta a Balthassare Bonifacio, et Ordo Romanæ historiæ legendæ Adriani Politi, Venezia, apud Antonium Pinellum, 1627. II edizione: Helmstadii, Typis & Sumtibus Johannis Heitmulleri 1674. in 4°. Riedito anche nel Tom. III. della Miscellanea Italica Erudita pubblicata dal P. Gaudenzio Roberti, p. 483.
- (LA) Baldassarre Bonifacio, Historia ludicra. Opus ex omni disciplinarum genere, selecta et Jucunda eruditione refertum, Venezia, apud Paulum Baleonium, 1652. II edizione: Bruxelles, Joan. Mommartius, 1656.
- (LA) Baldassarre Bonifacio, De Archivis liber singularis: Item Praelectiones et Civilium Institutionum Epitome, Venezia, Apud J.P. Pinellium, 1632. Il De Archivis fu ripubblicato nel Syntagma Scriptorum variorum de Bibliothecis atque Archivis di Joachim Johann Mader (Helmstadii, 1666 e 1702 in 4°), nel Tomo I dei Supplementi alle Antichità del Graevius e del Gronovius, raccolti e pubblicati da Giovanni Poleni (p. 1061) e nel Tomo VIII della Raccolta Rerum Italicarum scriptores del Muratori (1632, in 4°)[3];
- (LA) Baldassarre Bonifacio, Balthassaris Bonifacii Conjecturæ in Martialem. Ejusdem Polynesi origines, Venezia, ex typographia Pinelliana, 1635.
- Epistolae duae de majoribus Venetorum comitiis et judiciis capitalibus, altera ad Jo. Franciscum Corneanium altera ad Dominicum Molinum, edite a p. 256 e segg. del De republica Venetorum libri quinque di Gasparo Contarini (Editio Elzeviriana, 1628)[4] e ristampate da Pieter Burman nella prima parte del tomo V del Thesaurus Antiquitatum et Historiarum Italiae (Lug. 1722).[5]

## Genealogia episcopale
La genealogia episcopale è:
- Cardinale Guillaume d'Estouteville, O.S.B.Clun.
- Papa Sisto IV
- Papa Giulio II
- Cardinale Raffaele Riario
- Papa Leone X
- Papa Paolo III
- Cardinale Francesco Pisani
- Cardinale Alfonso Gesualdo
- Papa Clemente VIII
- Cardinale Pietro Aldobrandini
- Cardinale Laudivio Zacchia
- Cardinale Antonio Barberini, O.F.M.Cap.
- Cardinale Marcantonio Bragadin
- Vescovo Baldassarre Bonifacio